# Pieter Louw (artiste)
Pieter Louw ou Pieter Lauw, baptisé à Amsterdam le 12 octobre 1725 et inhumé à Amsterdam le 12 mars 1800, est un peintre, dessinateur et graveur néerlandais.

## Biographie
Pieter Louw est baptisé à Amsterdam en octobre 1725.
Principalement graveur de reproduction, il enseigne le dessin à Amsterdam. Membre de l'Académie de dessin de la ville en 1743, il en devient le directeur en 1768,. Jacob Cats est son élève.
Mort à Amsterdam, il est inhumé en mars 1800.